# 上堂薗恭子
上堂薗 恭子（かみどうぞの きょうこ、1989年9月30日 - ）は愛知県出身のタレント、グラビアアイドル。

## 来歴
- 2004年・2005年度に「中学生日記」（NHK教育）に生徒役で出演。その後、2005年「ファイブスターガール」に選出され、グラビアなどで活動していた。
- ヤングジャンプ「制コレ2005」のファイナリストとなるが、受賞はならなかった。
- 2008年にプラチナムプロダクションに移籍してしばらくのち、その活動が確認できなくなっていたが、2010年9月のNHK総合にて放映されたNHK番組たまご「時々おとなも迷迷（まよまよ）2」にウェイトレス役で出演[1]、約2年ぶりにその姿を見せた。現在はプラチナムを退所している。

### 所属事務所遍歴
- ジュリエッタ（スタッフ・アップグループ、2004年 - 2007年）⇒プラチナムプロダクション（2008年 - 2010年）

## 人物
- いわゆる巨乳アイドルであり、グラビアに於いてはB88cmのFカップという巨乳が魅力。また登場時は中学生（14〜15歳）だった点も押し出していた。このため活動初期のごく短い期間は事実上のU15・ジュニアアイドルでもあった。
- また、その巨乳については「小学生の頃から大きかった」「（学校内では）同じサイズの子というか、同じカップの子はいない」と豪語していた[2]。
- 趣味は歌・ダンス。特技は短距離競走・ダンス・水泳[3]。

## 出演・リリース作品

### 写真集
- 「K14」（学研・2004年8月19日発売）
- 「HANA EMI—上堂薗恭子写真集」（彩文館出版・2005年11月発売)

### DVD
- 「K14」（学研・2004年8月18日発売）※上記写真集のメイキングDVD
- 「ステキナコト」（ポニーキャニオン・2005年4月6日発売）
- 「Pure Smile 上堂薗恭子」（竹書房・2005年8月26日発売）
- 「上堂薗恭子 The Prime」（ライブドア・2005年11月25日発売）
- 「上堂薗恭子 コラボレーションBOX Wish」（さくら堂・2006年2月19日発売）※トレーディングカードのデッキセットにDVDが付属する形態の商品
- 「上堂薗恭子 16PUNCH!」（ラインコミュニケーションズ・2006年2月20日発売）
- 「萌え〜姫派、上堂薗恭子です。」（BNS・2006年10月31日発売）
- 「すき きらい いじわる」（ソニー・ミュージックディストリビューション・2006年7月26日発売）
- 「上堂薗恭子 in bloom」（ベガファクトリー・2007年2月1日発売）[4]

### 映画
- 「ベットタウンドールズ　真夜中の少女たち」（デジタルサイト・2006年制作）

### ドラマ
- NHK番組たまご「時々おとなも迷迷（まよまよ）2」（NHK総合・2010年放映）